# Elizardo Aquino

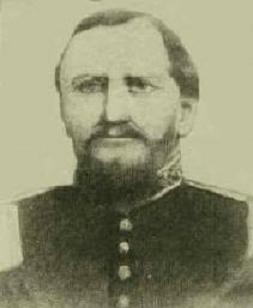
General Elizardo Aquino.

Elizardo Aquino Jara (Luque 1825 - Paso Pucú 1866) foi um general do Exército paraguaio e herói da Guerra do Paraguai.
Nascido em 1825 na cidade de Luque. Foi um dos primeiros chefes militares do Paraguai. Foi carpinteiro naval e diretor da fundição de ferro de Ybucui. Morreu em combate da Guerra do Paraguai em 19 de Julho de 1866 aos 42 anos.
Dá nome à Rota 03 no sistema de rodovias paraguaias.